# Aeonium kunkelii
Aeonium kunkelii är en fetbladsväxtart som beskrevs av David Bramwell och Rowley. Aeonium kunkelii ingår i släktet Aeonium och familjen fetbladsväxter. Inga underarter finns listade i Catalogue of Life.